# Sanja Vučić
Sanja Vučić, (szerbül: Сања Вучић) (Kruševac, 1993. augusztus 8. –) szerb énekesnő. Ő képviselte Szerbiát a 2016-os Eurovíziós Dalfesztiválon, Stockholmban, a Goodbye (Shelter) című dallal, mellyel a döntőben a 18. helyet érte el.

## Karrierje
Vučić 2012 áprilisában csatlakozott a ZAA együtteshez.
2017-től a Hurricane együttes tagja.

## Magánélete
Jelenleg Belgrádban él, ahol egy intézetben arab nyelveket és irodalmat tanul.

## Diszkográfia

### Kislemezek
- 2016 - "Goodbye (Shelter)"

## Weblinks
- Biografía (angolul)

## Fordítás
- Ez a szócikk részben vagy egészben  a   Sanja Vučić című német Wikipédia-szócikk fordításán alapul.  Az eredeti cikk szerkesztőit annak laptörténete sorolja fel. Ez a jelzés csupán a megfogalmazás eredetét és a szerzői jogokat jelzi, nem szolgál a cikkben szereplő információk forrásmegjelöléseként.